# Deutsche Biographische Enzyklopädie
La Deutsche Biographische Enzyklopädie (DBE) est un dictionnaire biographique de Walther Killy et Rudolf Vierhaus publié pour la première fois en 13 volumes de 1995 à 2003 par K. G. Saur Verlag. Une édition révisée et enrichie en 12 volumes a été publiée entre 2005 et 2008 par De Gruyter. Depuis 2009 elle est également disponible sur Internet.

## Description
La première édition de la Deutsche Biographische Enzyklopädie comporte environ 56 000 articles biographiques. La seconde édition en compte environ 63 000. La majorité des articles sont de courtes biographies compilées par les rédacteurs, auxquelles s'ajoutent environ 1 300 articles plus détaillés rédigés par des experts.
La période couverte va des débuts de la tradition écrite jusqu'à l'époque actuelle — personnes vivantes exceptées. Pour chaque sujet sont traitées sa vie, son milieu, sa formation, ses influences, ses œuvres et réalisations significatives, ses amitiés, son appartenance à différents groupes et dans certains cas les récompenses reçues. L'aire géographique couverte est celle de la langue allemande. Outre les personnalités d'Allemagne, d'Autriche et de Suisse alémanique, la DBE traite, du point de vue historique, de celles d'Alsace, des Pays baltes, du Tyrol du Sud, etc. Elle consacre aussi des notices à des immigrants et à des membres des minorités germanophones dans le monde.

## Critiques de la première édition
Contrairement à la Neue Deutsche Biographie (NDB) plus ancienne, la DBE est principalement une compilation d'autres ouvrages, avec une faible proportion d'articles écrits spécifiquement pour elle. Réalisée en un temps relativement court, elle a été critiquée de ce fait. Le critique du Frankfurter Allgemeine Zeitung Patrick Bahners (de) l'a qualifiée d'« opération littéraire commerciale massive ».
Ernst Klee lui adresse la critique de fond d'avoir embelli la carrière des personnalités nazies. Il l'accuse d'avoir dénazifié tous les scientifiques, jusqu'aux plus hauts médecins de la SS d'Heinrich Himmler, l'élite de la terreur nazie, qui y apparaissent comme des personnages honorables.
La critique du site Internet de critique littéraire literaturkritik.de (de), dépendant de l'université de Marbourg, a passé en revue les articles de la première édition et indiqué les améliorations nécessaires

## Éditions
Deutsche Biographische Enzyklopädie,
- Bde. 1–13, München u. Leipzig, K. G. Saur 1995–2003,  (ISBN 3-598-23160-1).
  - Bd. 11 in 2 Teilbänden: „Nachträge / Personenregister“  (ISBN 3-598-23171-7).
  - Bd. 12 in 2 Teilbänden: „Ortsregister / Berufsregister“  (ISBN 3-598-23172-5).
  - Bd. 13: „Supplement“  (ISBN 3-598-23173-3).
  - Paperbackausgabe erste 10 Bände. Deutscher Taschenbuch Verlag, München 2001,  (ISBN 3-423-59053-X).
  - CD-Ausgabe,  (ISBN 3-598-40360-7).

- 2. überarbeitete und erweiterte Ausgabe. 12 Bde. 2005–2008,  (ISBN 978-3-598-25030-9).
  - ab 2009 auch zur Miete per Internet sowie auf Datenträger zum Kauf erhältlich bei de Gruyter